# Прюне, Сирил
Сири́л Прюне́ (фр. Cyrille Prunet) — французский кёрлингист.
В составе мужской команды Франции участник чемпионата мира 2000 и семи чемпионатов Европы.
Бронзовый призёр чемпионата мира среди юниоров 1993, двукратный чемпион Франции среди юниоров.
Играл в основном на позициях первого и третьего.

## Достижения
- Чемпионат мира по кёрлингу среди юниоров: бронза (1993).
- Чемпионат Франции по кёрлингу среди юниоров: золото (1993, 1994).[3]

## Команды
| Сезон   | Четвёртый      | Третий             | Второй           | Первый          | Запасной                                                | Турниры                             |
| ------- | -------------- | ------------------ | ---------------- | --------------- | ------------------------------------------------------- | ----------------------------------- |
| 1992—93 | Спенсер Мюнье  | Тома Дюфур         | Sylvain Ducroz   | Филипп Ко       | Сирил Прюне                                             | ЧМЮ 1993                            |
| 1993—94 | Жан Анри Дюкро | Кристиан Дюпон-Рок | Лионель Турнье   | Сирил Прюне     | Тьерри Мерсье                                           | ЧЕ 1993 (6 место)                   |
| 1993—94 | Спенсер Мюнье  | Тома Дюфур         | Sylvain Ducroz   | Филипп Ко       | Сирил Прюне                                             | ЧМЮ 1994 (7 место)                  |
| 1994—95 | Сирил Прюне    | Эрик Лаффен        | Vincent Lefebvre | Mathias Guenoun | Филипп Ко                                               | ЧМЮ 1995 (10 место)                 |
| 1996—97 | Жан Анри Дюкро | Спенсер Мюнье      | Тома Дюфур       | Лионель Турнье  | Сирил Прюне                                             | ЧЕ 1996 (13 место)                  |
| 1997—98 | Жан Анри Дюкро | Спенсер Мюнье      | Тома Дюфур       | Сирил Прюне     | Лионель Турнье тренер: Raymond Ducroz                   | ЧЕ 1997 (11 место)                  |
| 1998—99 | Жан Анри Дюкро | Спенсер Мюнье      | Тома Дюфур       | Лионель Турнье  | Сирил Прюне тренер: Maurice Dupont-Roc, Андре Дюпон-Рок | ЧЕ 1998 (13 место)                  |
| 1999—00 | Тьерри Мерсье  | Сирил Прюне        | Эрик Лаффен      | Жерар Равелло   | Лионель Турнье                                          | ЧЕ 1999 (7 место) ЧМ 2000 (9 место) |
| 2001—02 | Тьерри Мерсье  | Сирил Прюне        | Эрик Лаффен      | Лионель Турнье  |                                                         | ЧЕ 2001 (7 место)                   |
| 2004—05 | Тьерри Мерсье  | Сирил Прюне        | Эрик Лаффен      | Жереми Фрариерь | Тома Дюфур тренер: Robert Biondina                      | ЧЕ 2004 (10 место)                  |

(скипы выделены полужирным шрифтом)